# 안녕, 절망선생 (애니메이션)
안녕, 절망선생 (애니메이션)은 TV 애니메이션 《안녕, 절망선생》의 구성과 방영 목록을 정리한 것이다. 

## 개요
일본 《주간 소년 매거진》에서 연재중인 쿠메타 코지의 만화 《안녕, 절망선생》을 원작으로 한 애니메이션 시리즈를 말한다. 2007년 7월에 첫 방영했으며, 현재까지 3개의 시리즈와 2개의 OVA가 발표되었다. 

## 시리즈 설명
안녕, 절망선생
애니메이션 1기. 치바 TV등 7개의 방송국과 위성 방송국인 키즈스테이션에서 2007년 7월부터 9월까지, 또한 가고시마 TV에서 2008년 1월부터 4월까지 방송되었다. 총 12화로 구성되어있으며, 최종화는 11화에 있다.
속・안녕, 절망선생
애니메이션 2기에 해당된다. 2008년 1월부터 3월까지 방영하였다. 총 13화로 구성되어있다.
옥・안녕, 절망선생
수주한정 OAD. 통칭 2.5기라고 불린다. 스탭진은 원작과 똑같지만 원작 이상의 세밀함과, 쿠메타 코지의 과거 그림체를 사용하는 등 원작의 팬들이 즐길 수 있는 매니악한 요소들을 더 많이 집어넣었다. 또한 작화를 원작풍으로 수정하였다. 총 3화로 구성되어 있다.
참・안녕, 절망선생
애니메이션 3기에 해당된다. 2009년 7월부터 9월까지 BS11등 여러 방송국에서 방영되었다. 총 13화로 구성되어있다.
참・안녕, 절망선생 번외지
수주한정 OAD. 통칭 3.5기라고 불린다. 총 2화로 구성되어 있다.

## 주요 성우진
- 이토시키 노조무 - 카미야 히로시
- 후우라 카후카 - 노나카 아이
- 키무라 카에레 - 코바야시 유
- 키츠 치리 - 이노우에 마리나
- 히토 나미 - 신타니 료코
- 츠네츠키 마토이 - 사나다 아사미
- 코모리 키리 - 타니이 아스카
- 코부시 아비루 - 고토 유코
- 오토나시 메루 - 사이토 치와 등
- 후지요시 하루미 - 마츠키 미유
- 오쿠사 마나미 - 이노우에 키쿠코
- 오오라 카나코 - 타카가키 아야히
- 세키우츠 마리아 타로 - 사와시로 미유키
- 카가 아이 - 고토 사오리
- 네즈 미코 - 네야 미치코
- 마루우치 쇼코 - 호리에 유이
- 이토시키 린, 이토시키 마지루, 아라이 치에 - 야지마 아키코
- 우스이 카게로 - 우에다 요지
- 쿠도 쥰 - 미즈시마 타카히로
- 키노 쿠니야 - 테라시마 타쿠마
- 잇큐 - 스기타 토모카즈

## 주요 제작진
- 원작 - 쿠메타 코지
- 기획 - 오쓰키 도시미치(1기, 2기, OAD), 모리야마 아쓰시(3기), 모리타 히로아키・마쓰시타 다쿠야・모리야마 아쓰시(3기 번외편)
- 감독 - 신보 아키유키
- 부감독 - 다쓰야 나오유키
- 시리즈 구성 - 가네마키 겐이치(1기), 오구로 유이치로(2기), 신보 아시유키・도 후야시(OAD, 3기, 3기 번외편)
- 프로듀서 - 모리야마 아쓰시(1기, 2기, OAD), 미야모토 슌노스케(3기, 3기 번외편)
- 캐릭터 디자인 - 모리오카 히데유키
- 총작화 감독 - 야마무라 히로키, 모리오카 히데유키
- 음향 감독 - 가메야마 도시키
- 음악 - 하세가와 도모키
- 미술 - 가토 고지(1기), 가토 히로시(2기), 이지마 도시하루(OAD, 3기, 3기 번외편)
- 총제작 - 안녕, 절망선생 제작위원회

## 주제가
- 〈사람으로서 축이 흔들리고 있어〉(人として軸がぶれている) - 1기 오프닝곡
  - 작사 : 오오츠키 켄지 / 작곡 : NARASAKI
  - 노래 : 오오츠키 켄지와 절망소녀들
- 〈막무가내로 My way~ (Going My way)〉 (強引niマイYeah～) - 1기 서브 오프닝곡
  - 작사 : 타카키 유야 / 작곡 : 카와다 루카
  - 노래 : 절망소녀들
- 〈절세미인〉(絶世美人) - 1기 엔딩곡
  - 작사 : 타다노 나츠미 / 작곡 : 하시모토 유카리
  - 노래 : 절망소녀들
- 〈공상 룸바〉(空想ルンバ) - 2기 오프닝곡
  - 작사 : 오오츠키 켄지 / 작곡 : NARASAKI
  - 노래 : 오오츠키 켄지와 절망소녀들
- 〈사랑의 길 로마네스크〉(恋路ロマネスク) - 2기 1st엔딩곡
  - 작사 : 타카키 유야 / 작곡 : 하시모토 유카리
  - 노래 : 절망소녀들
- 〈리리큐어 Go! Go!〉(リリキュアGOGO!)- 2기 7화 오프닝곡
  - 작사 : 우랑 / 작곡 : 카와다 루카
  - 노래 : 이야본 전사 리리큐어 (노나카 아이, 사이토 치와, 이노우에 마리나)
- 〈마리오네트〉(マリオネット)- 2기 2nd엔딩곡
  - 작사 : ROLLY / 작곡,편곡 : ROLLY, 하세가와 토모키
  - 노래 : ROLLY와 절망소녀들
- 〈부적〉(オマモリ) - 2기 13화(完) 서브엔딩곡
  - 작사 : 타다노 나츠미 / 작곡 : 카와다 루카
  - 노래 : 절망소녀들
- 〈공상 룸바 랩〉(空想ルンバらっぷ) - OAD편(옥 안녕 절망선생 下편)오프닝곡
  - 작사 : 오오츠키 켄지, 랩비트 / 작곡 : NARASAKI
  - 노래 : 오오츠키 켄지와 절망소녀들 feat. 랩비트(らっぷびと)
- 〈사과 비틀어 빔!〉(林檎もぎれビム!) - 3기 오프닝곡
  - 작사 : 오오츠키 켄지 / 작곡 : NARASAKI
  - 노래 : 오오츠키 켄지와 절망소녀들
- 〈절망 레스토랑〉(絶望レストラン) - 3기 1st엔딩곡
  - 작사 : 타다노 나츠미 / 작곡 : 하시모토 유카리
  - 노래 : 절망소녀들
- 〈암암심중상사상애〉(暗闇心中相思想愛) - 3기 2nd엔딩곡
  - 작사 : 타다노 나츠미 / 작곡 : 카와다 루카
  - 노래 : 카미야 히로시
- 〈프라이빗 레슨〉(プライベイト・レッスン) - 3기 12화 D파트 오프닝곡
  - 작사 : 니타마 사오리 / 작곡 : 카와이 히데츠구
  - 노래 : 코바야시 유
- 〈안녕! 절망선생〉(さよなら!絶望先生) - 3기 13화 D파트 엔딩곡
  - 작사 : 오오츠키 켄지 / 작곡 : NARASAKI
  - 노래 : 오오츠키 켄지와 절망소녀들

## 방영 목록
- 안녕, 절망선생

| 화 | 제목                                                   | 원작 | 각본              | 그림 콘티                                   | 연출              | 작화감독                                        | 엔드 카드       |
| -- | ------------------------------------------------------ | --- | ----------------- | ------------------------------------------- | ----------------- | ----------------------------------------------- | --------------- |
| 1  | 안녕, 절망선생                                         | 안녕, 절망선생 돌아온 절망선생 책을 깔끔하게 책장에 끼우고 거리로 나가자                                                                | 카네마키 켄이치   | 후쿠다 미치오                               | 미야모토 유키히로 | 야마무라 히로키                                 | 후지타 카즈히로 |
| 2  | 터널을 빠져나오니 새하얬다                             | 터널을 빠져나오니 새하얬다 내 앞에 사람은 없다. 내 뒤에 그대는 있다 책을 깔끔하게 책장에 끼우고 거리로 나가자                           | 타카야마 카쯔히코 | 모리 요시히로                               | 모리 요시히로     | 후루카와 히데키                                 | 카미죠 아키미네 |
| 3  | 그 나라를 뛰어넘고 오라                                | 그 나라를 뛰어넘고 오라 우리는 어떠한 일이 있어도 함께 뭉쳐 있어야 한다                                                                 | 카네마키 켄이지   | 타쯔와 나오유키 시오즈키 카즈야             | 이타무라 토모유키 | 시오즈키 카즈야                                 | 세오 코지       |
| 4  | 팔꿈치에도 지지 않고 무릎에도 지지 않고                | 팔꿈치에도 지지 않고 무릎에도 지지 않고 안테나가 선다, 살아봐야 겠다                                                                    | 타카야마 카쯔히코 | 다나카 유타카                               | 이이무라 마사유키 | 다나카 유타카                                   | 니시모토 히데오 |
| 5  | 얼룩과 독빼기                                          | 주제 길이 재기 얼룩과 독빼기 | 타카야마 카쯔히코 | 야마무라 히로키 미야자키 슈지 시미즈 케이타 | 요시다 히데유키   | 지츠하라 노보루                                 | 키오 시모쿠     |
| 6  | 마주보기 전에 뛰어라                                   | 누님, 나는 귀족입니다 마주보기 전에 뛰어라                                                                                              | 쿠보타 마사시     | 코가와 토모노리                             | 이타무라 토모유키 | 코가와 토모노리                                 | 소야마 카즈토시 |
| 7  | 어느날 아침 눈을뜨자 그레고리 잠자가 가마를 메고있었다 | 가명의 고백 어느날 아침 눈을뜨자 그레고리 잠자가 가마를 메고있었다                                                                      | 타카야마 카쯔히코 | 모리 요시히로                               | 모리 요시히로     | 후루카와 히데키                                 | 타카하시 루미코 |
| 8  | 나는 숙명적으로 음지인간이다                           | 나는 숙명적으로 음지인간이다 그러니까 도망치는거다. 따라와! 필로스트라토스!                                                             | 쿠보타 마사시     | 후쿠다 미치오                               | 카마타 유스케     | 다나카 유타카                                   | 아라카와 히로무 |
| 9  | 후지산에 달맞이꽃은 어울리지 않아                      | 후지산에 달맞이꽃은 어울리지 않아 증명하려 했던 올해의 정월                                                                             | 카네마키 켄이치   | 카마타 유스케                               | 요시다 히데유키   | 지츠하라 노보루                                 | 타키나미 유카리 |
| 10 | 부끄러운 책만 읽었습니다                               | 문화인 한 사람이 라쇼몬 아래에서 비가 그치기를 기다리고 있다 부끄러운 책만 읽었습니다 나마야츠하시를 태워야 한다                        | 쿠보타 마사시     | 후쿠다 미치오                               | 미야모토 유키히로 | 니시다 미야코 코가와 토모노리                   | 아사키 마사시   |
| 11 | 저런, 안돼겠네. 원작이 있잖아                          | 저런, 안돼겠네. 원작이 있잖아 이 일주일간 어떻게 치워야 좋을지 +천성적으로 무기력해서 어렸을때부터 겨울잠만 자고 있다 오리지널 에피소드 | 카네마키 켄이치   | 모리 요시히로                               | 모리 요시히로     | 후루카와 히데키                                 | 테라시마 유우지 |
| 12 | 이 무슨 민폐란 말인가!                                 | 이 무슨 민폐란 말인가! 베터 섹슈얼리스                                                                                                  | 타카야마 카쯔히코 | 오이시 타쯔야                               | 이이무라 마사유키 | 오오타 카즈히로 다나카 유타카 모리오카 히데유키 | 쿠메타 코지     |

- 속・안녕, 절망선생

| 화 | 제목                                                       | 원작                                                       | 각본        | 그림 콘티                         | 연출              | 작화감독                                    | 엔드 카드         |
| -- | ---------------------------------------------------------- | ---------------------------------------------------------- | ----------- | --------------------------------- | ----------------- | ------------------------------------------- | ----------------- |
| 1  | 남작의 망언                                                | 단행본 1권 지난 줄거리                                     | 토우 후야시 | 타쯔와 나오유키 미야모토 유키히로 | 미야모토 유키히로 | 오오타 카즈히로                             | 테라다 카즈야     |
| 1  | 당반은 문제가 많은 교실이므로 부디 그 점은 양해해 주십시오 | 당반은 문제가 많은 교실이므로 부디 그 점은 양해해 주십시오 | 토우 후야시 | 타쯔와 나오유키 미야모토 유키히로 | 미야모토 유키히로 | 오오타 카즈히로                             | 테라다 카즈야     |
| 2  | 이제 막 열어젖힌 앞머리가                                  | 이제 막 열어젖힌 앞머리가                                  | 토우 후야시 | 지츠하라 노보루 이타무라 토모유키 | 가토 아키         | 지츠하라 노보루                             | 아사쿠라 마루     |
| 2  | 티파니에서 장식을                                          | 티파니에서 장식을                                          | 토우 후야시 | 지츠하라 노보루 이타무라 토모유키 | 가토 아키         | 후루카와 히데키                             | 아사쿠라 마루     |
| 2  | 새롭지 않은 사람이여 깨어나라                              | 새롭지 않은 사람이여 깨어나라                              | 토우 후야시 | 지츠하라 노보루 이타무라 토모유키 | 가토 아키         | 후루카와 히데키                             | 아사쿠라 마루     |
| 3  | 열일곱이구나, 자신의 주름을 잡아보고 싶지 않아?            | 열일곱이구나, 자신의 주름을 잡아보고 싶지 않아?            | 토우 후야시 | 카마타 유스케                     | 카마타 유스케     | 모리오카 히데유키                           | 히카와 헤키루     |
| 3  | 의무와 병정                                                | 의무와 병정                                                | 토우 후야시 | 카마타 유스케                     | 카마타 유스케     | 히모토 타케시                               | 히카와 헤키루     |
| 3  | 「쉽게 말하지 마!」라고 메로스는 갑자기 서서 반박했다      | 「쉽게 말하지 마!」라고 메로스는 갑자기 서서 반박했다      | 토우 후야시 | 카마타 유스케                     | 카마타 유스케     | 미야니시 타마코                             | 히카와 헤키루     |
| 4  | 길가의 화가                                                | 길가의 화가                                                | 토우 후야시 | 나카자와 유이치                   | 모리 요시히로     | 나카자와 유이치                             | 아쿠라하 쿠니히코 |
| 4  | 부끄러운 책만 읽었습니다                                   | 부끄러운 책만 읽었습니다                                   | 토우 후야시 | 모리 요시히로                     | 모리 요시히로     | 후루카와 히데키                             | 아쿠라하 쿠니히코 |
| 4  | 길가의 화가                                                | 길가의 화가                                                | 토우 후야시 | 모리 요시히로                     | 모리 요시히로     | 후루카와 히데키                             | 아쿠라하 쿠니히코 |
| 5  | 문화계도                                                   | 문화계도                                                   | 토우 후야시 | 이이무라 나오유키                 | 이이무라 나오유키 | 니시다 미야코                               | 하타 켄지로       |
| 5  | 나는 그 사람을 항상 남았다고 불렀다                        | 나는 그 사람을 항상 남았다고 불렀다                        | 토우 후야시 | 코가와 토모노리                   | 이이무라 나오유키 | 코가와 토모노리                             | 하타 켄지로       |
| 5  | 생색의 저편에                                              | 생색의 저편에                                              | 토우 후야시 | 타쯔와 나오유키                   | 이이무라 나오유키 | 사다카타 키쿠코                             | 하타 켄지로       |
| 6  | 그대여 알지 마오                                           | 그대여 알지 마오                                           | 토우 후야시 | 가토 아키                         | 가토 아키         | 무라마츠 히사오                             | 야스히코 요시카즈 |
| 6  | 꿈 없는 호이치 이야기                                      | 꿈 없는 호이치 이야기                                      | 토우 후야시 | 가토 아키                         | 가토 아키         | 오카모토 켄이치로                           | 야스히코 요시카즈 |
| 6  | 은폐졸                                                     | 은폐졸 *오리지널 성우 에피소드                             | 토우 후야시 | 가토 아키                         | 가토 아키         | 무라마츠 히사오                             | 야스히코 요시카즈 |
| 7  | 백만번 들은 고양이                                         | 백만번 들은 고양이                                         | 토우 후야시 | 이타무라 토모유키                 | 이타무라 토모유키 | 다나카 유타카                               | 코가와 토모노리   |
| 7  | 빨간모자야 자렴 조심해                                     | 애니메이션 오리지널 에피소드                               | 토우 후야시 | 니시고리 아츠시                   | 니시고리 아츠시   | 니시고리 아츠시                             | 코가와 토모노리   |
| 7  | 츠가루 통신교육                                            | 츠가루 통신교육                                            | 토우 후야시 | 요시마츠 타카히로                 | 타카하시 마사노리 | 요시마츠 타카히로                           | 코가와 토모노리   |
| 8  | 스파이너츠 푸딩                                            | 스파이너츠 푸딩                                            | 토우 후야시 | 이이무라 나오유키                 | 이이무라 나오유키 | 미야자키 슈지                               | 타케모토 이즈미   |
| 8  | 폭로의 열매가 익을 때                                      | 폭로의 열매가 익을 때                                      | 토우 후야시 | 이이무라 나오유키                 | 이이무라 나오유키 | 오카모토 켄이치로                           | 타케모토 이즈미   |
| 8  | 반분 수사수첩                                              | 반분 수사수첩                                              | 토우 후야시 | 이이무라 나오유키                 | 이이무라 나오유키 | 미야자키 슈지                               | 타케모토 이즈미   |
| 9  | 싱글보다 더블인 게 좋지요                                  | 싱글보다 더블인 게 좋지요                                  | 토우 후야시 | 토미타 히로아키                   | 토미타 히로아키   | 히모토 타케시                               | 츠루타 켄지       |
| 9  | 안쪽의 빠져나가는 길                                       | 안쪽의 빠져나가는 길                                       | 토우 후야시 | 토미타 히로아키                   | 토미타 히로아키   | 사다카타 키쿠코                             | 츠루타 켄지       |
| 9  | 절망파이트                                                 | 애니메이션 오리지널 에피소드                               | 토우 후야시 | 이마이시 히로유키                 | 코타케 아유무     | 요시가키 유스케                             | 츠루타 켄지       |
| 10 | 열화유수                                                   | 열화유수                                                   | 토우 후야시 | 코가와 토모노리                   | 카마타 유스케     | 코가와 토모노리 다나카 유타카 니시다 미야코 | 아리마 케이타로   |
| 10 | 치인의 괜찮아                                              | 치인의 괜찮아                                              | 토우 후야시 | 카마타 유스케                     | 카마타 유스케     | 다나카 유타카                               | 아리마 케이타로   |
| 10 | 처음의 조건                                                | 처음의 조건                                                | 토우 후야시 | 카마타 유스케                     | 카마타 유스케     | 미야니시 타마코                             | 아리마 케이타로   |
| 11 | 검은 12명의 절망소녀                                       | 애니메이션 오리지널 에피소드                               | 토우 후야시 | 타쯔와 나오유키                   | 미야모토 유키히로 | 니시다 미야코 무라야마 코우스케             | 무라다 요쿠사루   |
| 11 | 이 달 이 밤의 이 달이 나의 눈물로 흐려지게 해주세요        | 이 달 이 밤의 이 달이 나의 눈물로 흐려지게 해주세요        | 토우 후야시 | 사에키 쇼지                       | 사에키 쇼지       | 히모토 타케시                               | 무라다 요쿠사루   |
| 12 | 착륙의 번영                                                | 착륙의 번영                                                | 토우 후야시 | 이이무라 나오유키                 | 이이무라 나오유키 | 오카모토 켄이치로                           | 아오키 우메       |
| 12 | 어떤 여자 역할                                             | 어떤 여자 역할                                             | 토우 후야시 | 이이무라 나오유키                 | 이이무라 나오유키 | 시미즈 케이타                               | 아오키 우메       |
| 12 | 파도를 타고오는 포로로카                                   | 파도를 타고오는 포로로카                                   | 토우 후야시 | 이이무라 나오유키                 | 이이무라 나오유키 | 미야자키 슈지                               | 아오키 우메       |
| 13 | 카마쿠라 묘혼지 해고                                       | 카마쿠라 묘혼지 해고                                       | 토우 후야시 | 사에키 쇼지                       | 사에키 쇼지       | 사다카타 키쿠코                             | 쿠메타 코지       |
| 13 | 다이도지 신스케의 음성                                     | 다이도지 신스케의 음성                                     | 토우 후야시 | 이타무라 토모유키                 | 이타무라 토모유키 | 야마무라 히로키                             | 쿠메타 코지       |
| 13 | 남매라는 전제로                                            | 남매라는 전제로                                            | 토우 후야시 | 미야모토 유키히로                 | 미야모토 유키히로 | 다나카 유타카                               | 쿠메타 코지       |

- 옥・안녕, 절망선생

| 디스크 | 제목                             | 원작                             | 각본                      | 그림 콘티         | 연출              | 작화감독                                                            | 엔드 카드         |
| ------ | -------------------------------- | -------------------------------- | ------------------------- | ----------------- | ----------------- | ------------------------------------------------------------------- | ----------------- |
| 상     | 달콤한 공주                      | 달콤한 공주                      | 토우 후야시 신보 아키유키 | 타쯔야 나오유키   | 미야모토 유키히로 | 후루카와 히데키 무라야마 코우스케 야마무라 히로키 모리카와 히데유키 | 오오모리 히데토시 |
| 상     | 발금초                           | 발금초                           | 토우 후야시 신보 아키유키 | 야마무라 히로키   | 미야모토 유키히로 | 야마무라 히로키                                                     | 오오모리 히데토시 |
| 상     | 원형의 방패                      | 원형의 방패                      | 토우 후야시 신보 아키유키 | 타쯔야 나오유키   | 미야모토 유키히로 | 모리카와 히데유키                                                   | 오오모리 히데토시 |
| 중     | 즉, 과정의 행복은 모든 악의 근원 | 즉, 과정의 행복은 모든 악의 근원 | 토우 후야시 신보 아키유키 | 타쯔야 나오유키   | 이이무라 마사유키 | 다나카 유타카                                                       | 아바시 마코       |
| 중     | 예언성고시                       | 예언성고시                       | 토우 후야시 신보 아키유키 | 이이무라 마사유키 | 이이무라 마사유키 | 이토 요시아키 모리카와 히데유키                                     | 아바시 마코       |
| 중     | 산산히 흩어진 이름               | 산산히 흩어진 이름               | 토우 후야시 신보 아키유키 | 미야모토 유키히로 | 미야모토 유키히로 | 야마무라 히로키                                                     | 아바시 마코       |
| 하     | 암중문답                         | 암중문답                         | 토우 후야시 신보 아키유키 | 타쯔야 나오유키   | 미야모토 유키히로 | 무라야마 코우스케                                                   | 카미야 히로시     |
| 하     | 패배 수첩                        | 패배 수첩                        | 토우 후야시 신보 아키유키 | 타쯔야 나오유키   | 이이무라 마사유키 | 다나카 유타카                                                       | 카미야 히로시     |
| 하     | 한 지난날 이야기                 | 애니메이션 오리지널 에피소드     | + 쿠메타 코지             | 타쯔야 나오유키   | 미야모토 유키히로 | 이와사키 야스토시                                                   | 카미야 히로시     |

- 참・안녕, 절망선생

| 회 | 제목                                                           | 원작                                                           | 그림 콘티         | 연출                          | 작화감독                                                          | 엔드 카드         |
| -- | -------------------------------------------------------------- | -------------------------------------------------------------- | ----------------- | ----------------------------- | ----------------------------------------------------------------- | ----------------- |
| 1  | 락원으로 가는길                                                | 낙(落)원으로 가는 길                                           | 타쯔야 나오유키   | 미야모토 유키히로             | 모리오카 히데유키                                                 | 사무라 히로아키   |
| 1  | 봄에 우편배달부는 벨을 두 번 울린다                            | 쿠도 유카                                                      | 타쯔야 나오유키   | 미야모토 유키히로             |                                                                   | 사무라 히로아키   |
| 1  | 드러냄의 언덕                                                  | 드러냄의 언덕                                                  | 타쯔야 나오유키   | 미야모토 유키히로             | 야마무라 히로키                                                   | 사무라 히로아키   |
| 2  | 가진 여자                                                      | 가진 여자                                                      | 이이무라 나오유키 | 이이무라 나오유키             | 다나카 안                                                         | 쿠로사키 렌도     |
| 2  | 러시아국 타임담                                                | 러시아국 타임담                                                | 이이무라 나오유키 | 이이무라 나오유키             | 야마무라 히로키 모리오카 히데유키 타카노 아키히사 시오즈키 카즈야 | 쿠로사키 렌도     |
| 2  | 드러냄의 언덕 下                                               | 드러냄의 언덕                                                  | 타쯔야 나오유키   | 미야모토 유키히로             | 야마무라 히로키                                                   | 쿠로사키 렌도     |
| 3  | X의 비극                                                       | X의 비극                                                       | 타쯔야 나오유키   | 타쯔야 나오유키               | 마에다 타쯔유키                                                   | 나카무라 야스미코 |
| 3  | 나는 일본에 돌아가지 않을 것입니다. 그렇게 결심하지 못했습니다 | 나는 일본에 돌아가지 않을 것입니다. 그렇게 결심하지 못했습니다 | 타쯔야 나오유키   | 타쯔야 나오유키               | 다나카 안                                                         | 나카무라 야스미코 |
| 3  | 닥터 과보호                                                    | 닥터 과보호                                                    | 타쯔야 나오유키   | 미야모토 유키히로             | 쿠도 유카                                                         | 나카무라 야스미코 |
| 4  | 나는 어떻게해서 참인간이 되었나                                | 나는 어떻게해서 참인간이 되었나                                | 이타무라 토모유키 | 이와모토 야스오               | 야마가타 아키                                                     | 에노모토 슌지     |
| 4  | 축계도                                                         | 축계도                                                         | 이타무라 토모유키 | 이와모토 야스오               | 야마가타 아키                                                     | 에노모토 슌지     |
| 4  | 닥터 과보호 下                                                 | 닥터 과보호                                                    | 타쯔야 나오유키   | 미야모토 유키히로             | 쿠도 유카                                                         | 에노모토 슌지     |
| 5  | 과다 트럼프                                                    | 과다 트럼프                                                    | 타쯔야 나오유키   | 토코로 토시카츠               | 코바야시 이치조                                                   | 타마루 히로시     |
| 5  | 아와 윤과 비의 모험                                            | 아와 윤과 비의 모험                                            | 타쯔야 나오유키   | 토코로 토시카츠               | 나카무라 나오토 시오즈키 카즈야                                   | 타마루 히로시     |
| 5  | 호밀 밭에서 눈 감아줘                                          | 호밀 밭에서 눈 감아줘                                          | 타쯔야 나오유키   | 타쯔야 나오유키               | 콘도 이치에이                                                     | 타마루 히로시     |
| 6  | 메디슨 카운티의 홍역                                           | 메디슨 카운티의 홍역                                           | 타쯔야 나오유키   | 콘도 이치에이                 | 하라다 미네후미                                                   | 하아시야 시즈루   |
| 6  | 밤의 다각형                                                    | 밤의 다각형                                                    | 타쯔야 나오유키   | 미야모토 유키히로             | 모리오카 히데유키 다나카 안                                       | 하아시야 시즈루   |
| 6  | 호밀받에서 눈 감아줘 下                                        | 호밀밭에서 눈 감아줘                                           | 타쯔야 나오유키   | 미야모토 유키히로             | 이와사키 야스토시                                                 | 하아시야 시즈루   |
| 7  | 안드로이드는 기계 신부의 꿈을 꾼다                             | 안드로이드는 기계 신부의 꿈을 꾼다                             | 타쯔야 나오유키   | 타카하시 마사노리             | 다나카 안 아오바 타로                                             | 시무라 타카코     |
| 7  | 장군 실격                                                      | 장군 실격                                                      | 타쯔야 나오유키   | 타카하시 마사노리             | 시오즈키 카즈야 나카무라 나오토 하라다 미네후미 타카노 아키히사   | 시무라 타카코     |
| 7  | 아아, 서프라이즈다, 라고 나는 공허하게 중얼거리는 것이였다     | 아아, 서프라이즈다, 라고 나는 공허하게 중얼거리는 것이였다     | 이타무라 토모유키 | 타쯔야 나오유키               | 이와사키 야스토시                                                 | 시무라 타카코     |
| 8  | 아아, 서프라이즈다, 라고 나는 공허하게 중얼거리는 것이였다 下  | 아아, 서프라이즈다, 라고 나는 공허하게 중얼거리는 것이였다     | 이타무라 토모유키 | 타쯔야 나오유키               | 이와사키 야스토시                                                 | 아사다 히로유키   |
| 8  | 고백축면조                                                     | 고백축면조                                                     | 타쯔야 나오유키   | 시미즈 히사토시               | 타카노 아키히사 시오즈키 카즈야 이와사키 야스토시                 | 아사다 히로유키   |
| 8  | 최후의, 그리고 시작의 에노덴                                   | 최후의, 그리고 시작의 에노덴                                   | 극단 이누카레     | 극단 이누카레                 | 극단 이누카레                                                     | 아사다 히로유키   |
| 9  | 비구니가 된 급박한 위기                                        | 비구니가 된 급박한 위기                                        | 이이무라 나오유키 | 이이무라 나오유키             | 야마가타 아키                                                     | 우니타 유미       |
| 9  | 30년 뒤의 정답                                                 | 30년 뒤의 정답                                                 | 이이무라 나오유키 | 이이무라 나오유키             | 다나카 안 아오바 타로 이와사키 야스토시                           | 우니타 유미       |
| 9  | 제레미와 드래곤의 알                                           | 제레미와 드래곤의 알                                           | 타쯔야 나오유키   | 미야모토 유키히로             | 코바야시 이치조                                                   | 우니타 유미       |
| 10 | 갈라진 달걀                                                    | 갈라진 달걀                                                    | 콘도 이치에이     | 콘도 이치에이                 | 하라다 미네후미                                                   | 카미조 아츠시     |
| 10 | 그대여, 아는가 이웃나라                                        | 그대여, 아는가 이웃나라                                        | 콘도 이치에이     | 콘도 이치에이                 | 하라다 미네후미                                                   | 카미조 아츠시     |
| 10 | 제레미와 드래곤의 알 下                                        | 제레미와 드래곤의 알                                           | 타쯔야 나오유키   | 미야모토 유키히로             | 코바야시 이치조                                                   | 카미조 아츠시     |
| 11 | 안경쟁이의 집                                                  | 안경쟁이의 집                                                  | 타카무라 아키라   | 노부타 유우                   | 카마타 토오루                                                     | 니혼바시 요코     |
| 11 | 폐문의 전진                                                    | 폐문의 전진                                                    | 타쯔야 나오유키   | 타쯔야 나오유키               | 코바야시 이치조                                                   | 니혼바시 요코     |
| 11 | 학자 말꼬리잡기가 본 기모노                                    | 학자 말꼬리잡기가 본 기모노                                    | 타카무라 아키라   | 노부타 유우                   | 마에다 타쯔유키                                                   | 니혼바시 요코     |
| 12 | 3차의 뒤                                                       | 3차의 뒤                                                       | 카마타 유스케     | 카마타 유스케                 | 키타자키 마사히로                                                 | 타지마 쇼우       |
| 12 | 미처 묻어버리지 못한 비밀                                      | 다나카 안                                                      | 카마타 유스케     | 카마타 유스케                 |                                                                   | 타지마 쇼우       |
| 12 | 페문의 전진 下                                                 | 폐문의 전진                                                    | 타쯔야 나오유키   | 타쯔야 나오유키               | 코바야시 이치조                                                   | 타지마 쇼우       |
| 12 | 안돼! 카에레 선생                                              | 단행본 15권 보너스 페이지                                      | 타쯔야 나오유키   | 카맡 유스케 미야모토 유키히로 | 무라야마 코우스케 이와사키 야스토시                               | 타지마 쇼우       |
| 13 | 고지인가하라의 복수                                            | 고지인가하라의 복수                                            | 콘도 이치에이     | 콘도 이치에이                 | 하라다 미네후미                                                   | 쿠메다 코지       |
| 13 | 우리는 라이너스                                                | 우리는 라이너스                                                | 이이무라 나오유키 | 미야모토 유키히로             | 아오바 타로                                                       | 쿠메다 코지       |
| 13 | 낙천대상                                                       | 엑스트라 에피소드                                              | 타쯔야 나오유키   | 미야모토 유키히로             | 다나카 안                                                         | 쿠메다 코지       |
| 13 | 야간 키요히코(飛行)                                            | 엑스트라 에피소드                                              | 타쯔야 나오유키   | 미야모토 유키히로             | 이와사키 야스토시                                                 | 쿠메다 코지       |

- 참・ 안녕, 절망선생 번외지

| 디스크 | 제목                        | 원작                        | 그림 콘티         | 연출              | 작화감독          | 엔드 카드   |
| ------ | --------------------------- | --------------------------- | ----------------- | ----------------- | ----------------- | ----------- |
| 상     | 데모의 의도                 | 데모의 의도                 | 타쯔야 나오유키   | 타쯔야 나오유키   | 다나카 안         | 무라타 렌지 |
| 상     | 유행은 짧아. 달려. 아가씨야 | 유행은 짧아. 달려. 아가씨야 | 타카하시 마사노리 | 타카하시 마사노리 | 이와사키 야스토시 | 무라타 렌지 |
| 상     | 틸틸*미틸                   | 틸틸*미틸                   | 타쯔야 나오유키   | 미야모토 유키히로 | 아오바 타로       | 무라타 렌지 |
| 하     | 바이러스 장군과 의사 삼형제 | 바이러스 장군과 의사 삼형제 | 타쯔야 나오유키   | 타쯔야 나오유키   | 다나카 안         | 니시 케이코 |
| 하     | 신이 휩쓸려왔다             | 신이 휩쓸려왔다             | 타쯔야 나오유키   | 시미즈 히사토시   | 야마무라 히로키   | 니시 케이코 |
| 하     | 언어가 있는 세계            | 언어가 있는 세계            | 미야모토 유키히로 | 미야모토 유키히로 | 이와사키 야스토시 | 니시 케이코 |

## 관련상품

### 앨범
애니메이션판 안녕, 절망선생의 참가했던 성우진들로 구성된 그룹 절망소녀들이 부른 앨범들이다. 대한민국에서는 정식 발매되지 않았다.
- 절망가요대전집(絶望歌謡大全集) 1 - 2007년 11월 21일
- 절망가요대전집(絶望歌謡大全集) 2 - 2009년 9월 30일
- 절망대살계(絶望大殺界) - 2008년 5월 4일, 그레이티스트 히트 앨범
- 숨바꼭질이나 술래잡기해요(かくれんぼか鬼ごっこよ) - 2008년 12월 10일
- 뫼비우스 황야 ~ 절망전설 에피소드 1(メビウス荒野～絶望伝説エピソード1) - 2011년 4월 23일

이 아래로는 싱글 앨범들이다.
- 사람으로서 축이 흔들리고 있어(人として軸がぶれている) - 2007년 8월 22일
- 절세미인(絶世美人) - 2007년 9월 26일
- 공상 룸바(空想ルンバ) - 2008년 1월 23일
- 마리오네트(マリオネット) - 2008년 2월 28일
- 사과 비틀어 빔!(林檎もぎれビーム！) - 2009년 7월 23일
- 절망 레스토랑(絶望レストラン) - 2009년 8월 25일
- 암암심중상사상애 - 2009년 8월 26일

### CD
대한민국에서는 정식 발매되지 않았다.
- 절망극반찬집(絶望劇伴撰集) - 2007년 10월 24일
- 속 절망극반찬집(俗・絶望劇伴撰集) - 2008년 1월 16일
- 절망극장(絶望劇場) - 2008년 3월 26일

### DVD
대한민국에서는 정식 발매되지 않았다.
- 안녕, 절망선생

애니메이션 1기. 2007년 7월부터 9월까지의 방송을 4장에 나눠 발매했으며, 특장판과 일반판으로 나뉘여져있다.
- 절망소녀찬집

애니메이션판 다이제스트 DVD. 애니메이션 1기보다 더욱 원작에 충실하며, 히토 나미의 이야기를 중간중간에 끼워넣었다. 2008년 1월 1일 발매.
- 속 안녕, 절망선생

애니메이션 2기. 2008년 1월부터 3월까지의 방송을 4장에 나눠 발매했으며, 특장판과 일반판으로 나뉘여져있다.
- 속 절망소녀찬집

애니메이션판 다이제스트 DVD. 절망소녀찬집의 후속작이며, 애니메이션 2기의 내용보다 더욱더 원작에 충실한 내용들로 구성되어 있다. 2008년 8월 27일 발매. 특전영상으로 절망문학집, 에피소드 『은폐졸』의 오리지널 성우진 버전을 수록하였다.(원작에는 성우진 캐스팅을 바꿔서 녹음하였다.)
- 옥 안녕, 절망선생

안녕, 절망선생의 오리지널 애니메이션 DVD. 3장으로 구성되어있으며, 각각 2008년 10월 17일, 2008년 12월 10일, 2009년 2월 17일에 발매되었다.
- 참 안녕, 절망선생

애니메이션 3기. 2009년 7월부터 9월까지의 방송을 4장에 나눠 발매했으며, 특장판과 일반판으로 나뉘여져있다.
- 참 안녕, 절망선생 ~ 번외편

안녕, 절망선생의 오리지널 애니메이션 DVD. 상(上),하(下)편으로 구성되어있다. 각각 2009년 11월 17일, 2010년 2월 17일날 발매되었다.
- 안녕, 절망선생 Blu - ray BOX

안녕, 절망선생의 애니메이션 1기의 블루레이판. 디스크 2매로 구성되어있으며 기간한정품이다. 2011년 3월 23일에 발매되었다.
- 속 안녕, 절망선생 Blu - ray BOX

안녕, 절망선생의 애니메이션 2기의 블루레이판. 디스크 3매로 구성되어있으며 기간한정품이다. 2011년 5월 25일에 발매되었다.
- 참 안녕, 절망선생 Blu - ray BOX

안녕, 절망선생의 애니메이션 3기의 블루레이판. 디스크 3매로 구성되어있으며 기간한정품이다. 2011년 7월 27일에 발매되었다.